# Taxeotis eugenestera
Taxeotis eugenestera là một loài bướm đêm trong họ Geometridae.